# 阿巴斯-阿巴德花园
阿巴斯-阿巴德花园是位于伊朗马赞德兰省的一个历史遗迹。位于贝赫沙赫尔以东南9千米厄尔布尔士山脉的丛林中。是伊朗最重要的古典波斯园林遗迹之一。2011年，阿巴斯-阿巴德花园与其他8座波斯园林共同被联合国教科文组织评选成为世界遗产。阿巴斯-阿巴德花园修建于伊斯兰历1642-1643年阿拔斯一世统治时期，总面积约500公顷。

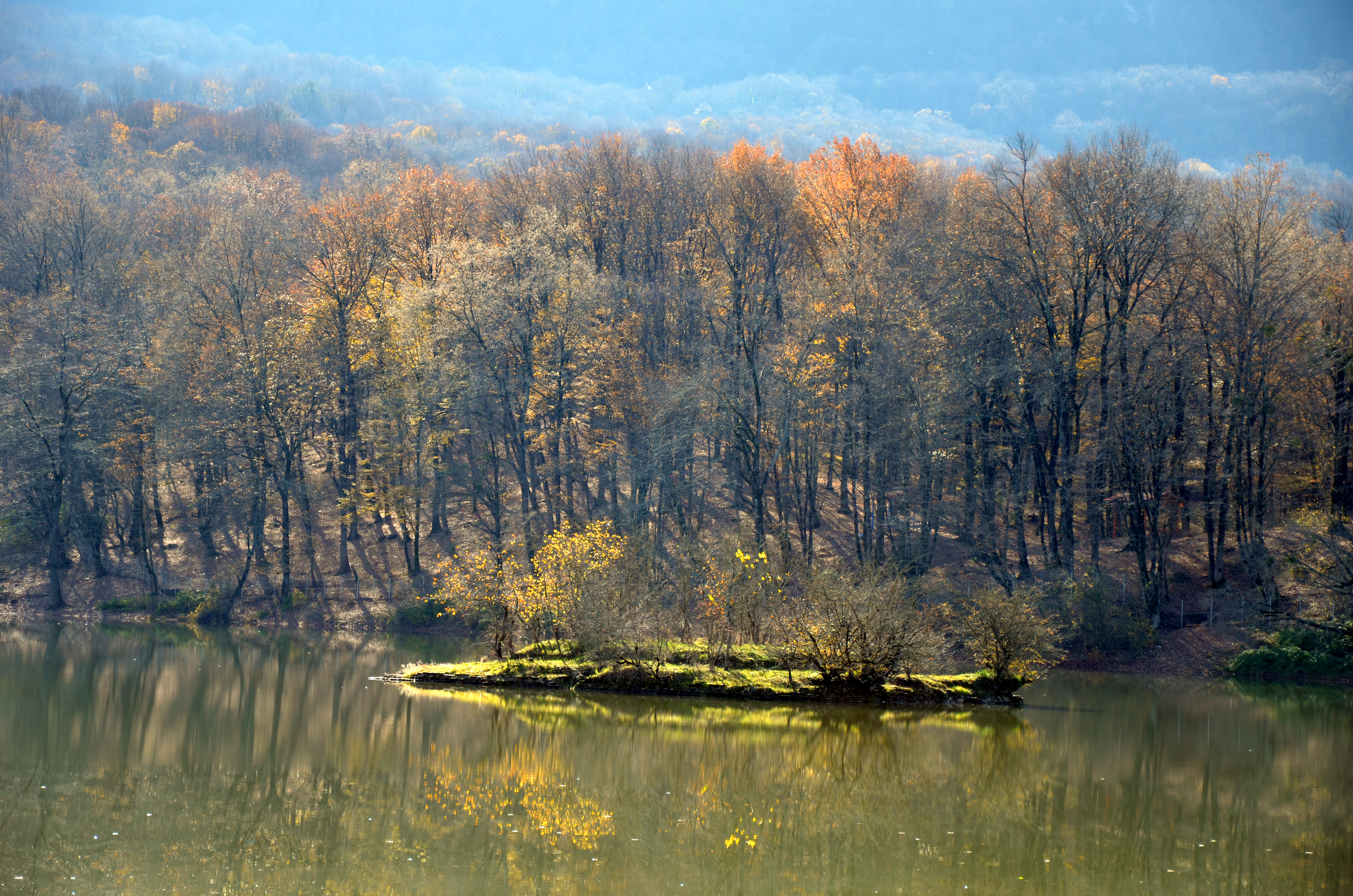